# Mahinog
Mahinog ist eine philippinische Stadtgemeinde in der Provinz Camiguin. Sie hat 14.038 Einwohner (Zensus 1. August 2015).
Mahinog grenzt im Norden an Mambajao im Süden an die Stadtgemeinde Guinsiliban, im Osten an die Mindanaosee und im Westen an den Mt. Timpoong.

## Baranggays
Mahinog ist politisch in 13 Baranggays unterteilt.
- Benoni
- Binaliwan
- Catohugan
- Hubangon
- Owakan
- Poblacion
- Puntod
- San Isidro
- San Jose
- San Miguel
- San Roque
- Tubod
- Tupsan Pequeño